# 狩野長信

花下遊楽図（一双のうち左隻）
東京国立博物館・国宝

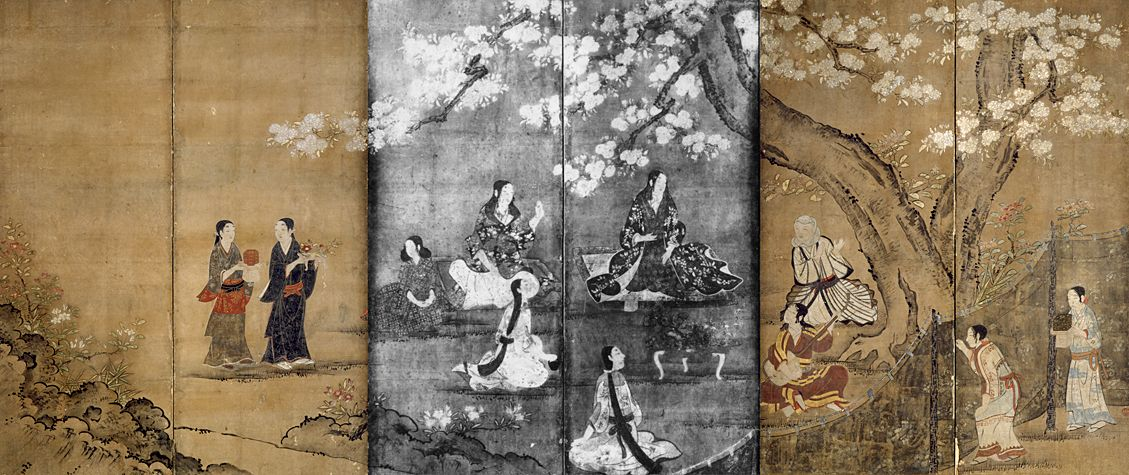
花下遊楽図（一双のうち右隻）中央2扇は修理中に関東大震災に遭い焼失

狩野 長信（かのう ながのぶ、天正5年（1577年） - 承応3年11月18日（1654年12月26日））は、安土桃山時代から江戸時代初期にかけて活躍した狩野派（江戸狩野）の絵師。江戸幕府御用絵師の一つ表絵師・御徒町狩野家などの祖。狩野松栄の四男で兄に狩野永徳、狩野宗秀、狩野宗也。子に昌信、征信、清信、狩野安信室。初め源七郎、あるいは左衛門と称す。号は休伯。国宝で桃山時代の風俗画の傑作『花下遊楽図屏風』の作者として知られる。

## 略伝
狩野松栄の四男として生まれる。松栄の晩年に生まれたため、血縁上は甥に当たる狩野光信・孝信兄弟より年下である。幼少の頃から父や長兄永徳から絵を習ったと推測され、両者が相次いで亡くなると次兄宗秀についたと思われるが、宗秀も慶長6年（1601年）に没すると、光信に従いその影響を受ける。さらに、長谷川等伯ら長谷川派からの感化を指摘する意見もある。一時は本郷家に養子に出たが、後に狩野家に戻りその家系は庶子となった。
慶長年間（1596年 - 1615年）、京都で徳川家康に拝謁、次いで駿府に下り、その御用絵師となった。狩野家で江戸幕府に奉仕したのは長信が最初だという。慶長10年（1605年）頃に家康の子徳川秀忠と共に江戸へ赴き、14人扶持を受ける。やがて多忙になると京都から親族を呼び寄せ、息子の昌信や大甥の狩野探幽・尚信・安信の3兄弟など狩野派の新しい世代が次々と東遷することになり、 長信は江戸狩野となる新しい体制作りの先駆者として評価されている。慶長13年（1608年）に光信が亡くなると、光信の子で大甥の狩野貞信の側で狩野派一門の長老格として後見した。元和9年（1623年）に貞信も子が無いまま亡くなると、同じ一門の最長老の狩野吉信との話し合いで貞信の従弟安信が宗家を継承することを決め、一族が安信を盛り立て宗家を助ける誓約書に署名した。長信はこの誓約書で最初に署名しているため、狩野派一門の中心人物であることが分かっている（長信に続く署名者は狩野探幽・狩野甚之丞・狩野尚信・狩野新右衛門・狩野元俊・狩野興以の6人）。またこの時、娘を安信に嫁がせている。
寛永期には寛永2年（1625年）に法橋に叙される（同年に甥の甚之丞も法橋に叙される）。翌寛永3年（1626年）の二条城二の丸御殿・行幸御殿・本丸御殿の障壁画制作に参加した。この制作では二の丸御殿の白書院と勅使の間を担当、行幸御殿は中の上段の間を担当したと推測され、序列が筆頭の探幽に次ぐ地位にあったことがうかがえる。他に台徳院霊廟画事に従事、日光東照宮遷宮に伴う彩色にも加わるなど第一線で活躍したが、寛永19年（1642年）の内裏障壁画制作には名前が見当たらないため、この頃になると安信の後ろ盾になっていたことを目障りに感じた探幽により排除されたとの説がある。
それでも一門の長老格としての立場は変わらず、寛永5年（1628年）に亡くなった甚之丞の遺産相続と裁判に関与していた。寛永8年（1631年）に甚之丞の次男岩光が死んだ後は甚之丞家の存続のため、自分の次男数馬（征信）に甚之丞の名を継がせたが彼も寛永19年以降に死去、遺産を巡り甚之丞の後家と弟子の狩野宝仙が甚之丞の諸道具と家を巡り争った。慶安2年（1649年）に宝仙が後家を訴え、7月23日に訴えを受理した京都所司代板倉重宗が後家と宝仙に内済を促す裁許を出したが内済にならず、慶安5年（1652年）に再び宝仙が後家を訴えて8月12日に重宗が下した判断は、後家を甚之丞の家から追い出そうとした宝仙が不当との判断から、内済の障害になると考えて宝仙を揚屋に留置、長信から数馬が持参していた甚之丞の諸道具についての考えを確認して従うべきと裁許した。長信の動向は甚之丞家の存続に重要な役割を果たしており、遺産相続争いでは重宗からその役割を重視されていた。
慶安2年に昌信・探幽・安信との合作で釈迦四面像厨子扉絵を制作（安養院蔵）、「白衣観音像」「普賢菩薩像」「勢至菩薩像」「文殊菩薩像」を描いたことが署名で確認され、亡くなった数馬への弔いを込めたと推測されている。遺産相続争いの結末は不明だが、長信が裁判の翌年になる承応2年（1653年）に作品『山水図』を描いていることから、遺産相続争いは内済で収まったと推測される。それから翌年の承応3年（1654年）に死去。墓所は江戸谷中の信行寺。
主な作品は下記のとおりであるが、二条城二の丸御殿白書院障壁画は従来狩野興以筆とされたが、近年は画風や狩野派内の序列から長信とする説が有力である。また、作者不明の『相応寺屏風』、『伝本多平八郎姿絵屏風』（共に徳川美術館蔵、重文）、『彦根屏風』（彦根城博物館蔵、国宝）を『花下遊楽図屏風』と比較し、狩野派正系に連なる高い画技や表現力、全て遊廓が主題、毛髪への異常なほど執着的な描写、道具類の破綻なく細部に及ぶ精緻さ、顔貌が酷似する横向きのおかっぱ髪の禿が全てに登場するなどの理由から長信筆とする説がある。

## 代表作
| 作品名                                                                           | 技法         | 形状・員数       | 所有者                                                           | 年代                                   | 落款・印章 | 備考                                                                            |
| -------------------------------------------------------------------------------- | ------------ | ---------------- | ---------------------------------------------------------------- | -------------------------------------- | ---------- | ------------------------------------------------------------------------------- |
| 勧学院客殿二之間花鳥図                                                           | 紙本著色     | 襖24面           | 園城寺                                                           | 1600年（慶長5年）                      |            | 重要文化財。孝信筆とする説もある。                                              |
| 桜・桃・海棠図屏風                                                               | 紙本金地著色 | 八曲一隻         | 出光美術館                                                       | 1608年（慶長13年）以前（慶長年間後半） |            |                                                                                 |
| 玄宗皇帝・楊貴妃図屏風                                                           | 紙本金地著色 | 六曲一隻         | ミネアポリス美術館所蔵（クラーク日本美術・文化研究センター旧蔵） | 1608年（慶長13年）以前（慶長年間後半） |            | 伝狩野長信                                                                      |
| 名古屋城二之丸御殿玄関一之間障壁画「竹林群虎図」                                 | 紙本金地著色 | 襖4面、障子腰4面 | 名古屋市                                                         | 1614年（慶長19年）                     |            | 重要文化財。他に床（とこ）貼付4面、床脇貼付6面、壁貼付3面があったが戦災で焼失。 |
| 花下遊楽図屏風                                                                   | 紙本著色     | 六曲一双         | 東京国立博物館                                                   | 慶長年間末から元和年間                 |            | 国宝                                                                            |
| 歌舞伎・花鳥図屏風                                                               |              |                  | 出光美術館                                                       |                                        |            |                                                                                 |
| 龐居士霊昭女像                                                                   |              | 2幅              | アルカンシェール美術財団                                         |                                        |            |                                                                                 |
| 三十六歌仙図額                                                                   |              | 36面の内10面     | 世良田東照宮                                                     | 1643年 - 1644年（寛永20年 - 寛永21年） |            |                                                                                 |
| 釈迦四面像厨子扉絵のうち「白衣観音像」「普賢菩薩像」「勢至菩薩像」「文殊菩薩像」 |              | 4面              | 安養院                                                           | 1649年（慶安2年）                      |            | 探幽や安信、昌信らとの合作                                                      |

## 長信の画系
長信の長男・休白昌信（1621年 - 1688年）が下谷御徒町家を継ぎ、三男・休円清信（1627年 - 1703年）が麻布一本松家を別家し（次男・数馬征信は早世）、両家とも表絵師として江戸時代を通じて存続。同じく表絵師の本所緑町家は、長信門人の作太夫長盛の家系とされるが、下谷御徒町家の分家とも言われる。別の弟子・勝田竹翁も勝田家を立てるが、孫の代以降は消滅した。他の門人に京都の画家山本友我がいるが、寛文9年（1669年）に質屋から金を騙し取った罪に問われ、京都所司代板倉重矩（重宗の甥）の裁きで息子の山本泰順らと共に磔にされた。

## 参考資料
- 黒田泰三「狩野長信の画業について」（『出光美術館研究紀要』11号、2005年）
- 松木寛『御用絵師狩野家の血と力』講談社（講談社選書メチエ）、1994年。ISBN 978-4-0625-8030-4
- 武田恒夫『狩野派絵画史』吉川弘文館、1995年。ISBN 978-4-6420-7475-9
- 山下裕二監修、安村敏信・山本英男・山下善也執筆『別冊太陽 狩野派決定版』平凡社、2004年。ISBN 978-4-5829-2131-1
- 安村敏信『もっと知りたい狩野派 探幽と江戸狩野派』東京美術、2006年。ISBN 978-4-8087-0815-3
- 黒田泰三『狩野光信の時代』中央公論美術出版、2007年。ISBN 978-4-8055-0551-9
- 小野真由美「狩野長信の一側面 ―釈迦四面像厨子扉絵をめぐって―」（『國華』 第1399号第117編第10冊、2012年5月、所収）ISBN 978-4-0229-1399-9
- 五十嵐公一『裁かれた絵師たち 近世初期京都画壇の裏事情』吉川弘文館、2021年。